# Cyphonisia itombwensis
Cyphonisia itombwensis là một loài nhện trong họ Barychelidae. Loài này phân bố ờ Congo-Kinshasa.